# Epidendrum diphyllum
Epidendrum diphyllum är en orkidéart som beskrevs av Rudolf Schlechter. Epidendrum diphyllum ingår i släktet Epidendrum och familjen orkidéer.
Artens utbredningsområde är Colombia. Inga underarter finns listade i Catalogue of Life.